# Chuyển giao (thông tin di động)

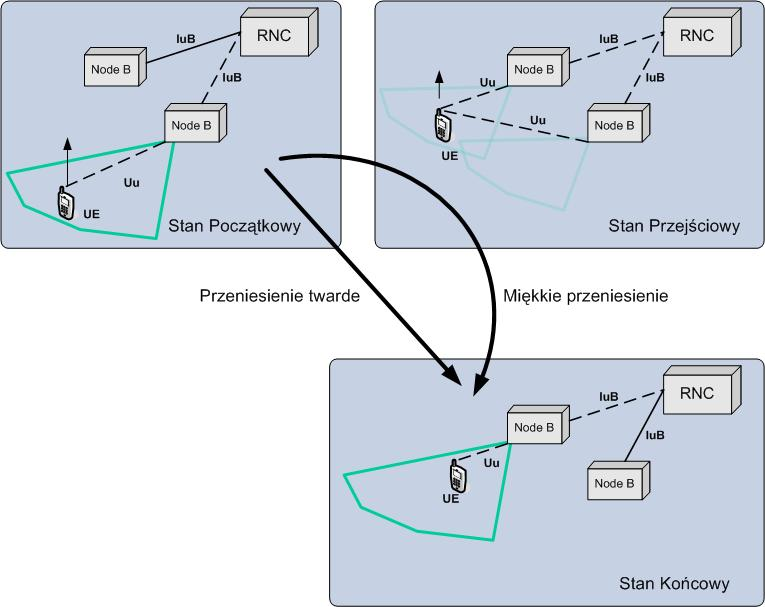
Minh họa chuyển giao mềm và cứng các kết nối trong mạng UMTS

Trong thông tin di động, chuyển giao là quá trình chuyển một kết nối thoại (cuộc gọi) hoặc kết nối dữ liệu từ kênh này sang kênh khác. Cell là vùng phủ sóng của một trạm phát sóng hay một sector của một trạm phát sóng.
Chuyển giao xảy ra trong nhiều trường hợp, sau đây là một số trường hợp:
- Thuê bao di chuyển từ cell này sang cell khác. Khi chuyển giao được thực hiện thì kết nối đó không bị kết thúc khi thuê bao di chuyển ra khỏi một cell nào đấy.
- Dung lượng kết nối của một cell (A) đã dùng hết, thì kết nối của những thuê bao nào nằm trong vùng giao nhau của cell này với một cell khác (B) sẽ được chuyển sang cell đó (B) nhằm giảm bớt kết nối ở cell A để các thuê bao khác có thể thực hiện cuộc gọi.

Chuyển giao intra-cell là khi kết nối được chuyển từ kênh này (có thể bị nhiễu,...) sang kênh khác trong cùng một cell. Inter-cell là chuyển giao giữa các cell.
Hai loại chuyển giao cơ bản là:
- Chuyển giao cứng: kênh của một kết nối bị ngắt trước khi kênh mới được thiết lập.
- Chuyển giao mềm: kênh mới được thiết lập trước khi kênh cũ bị ngắt.